# Mazda Koeru

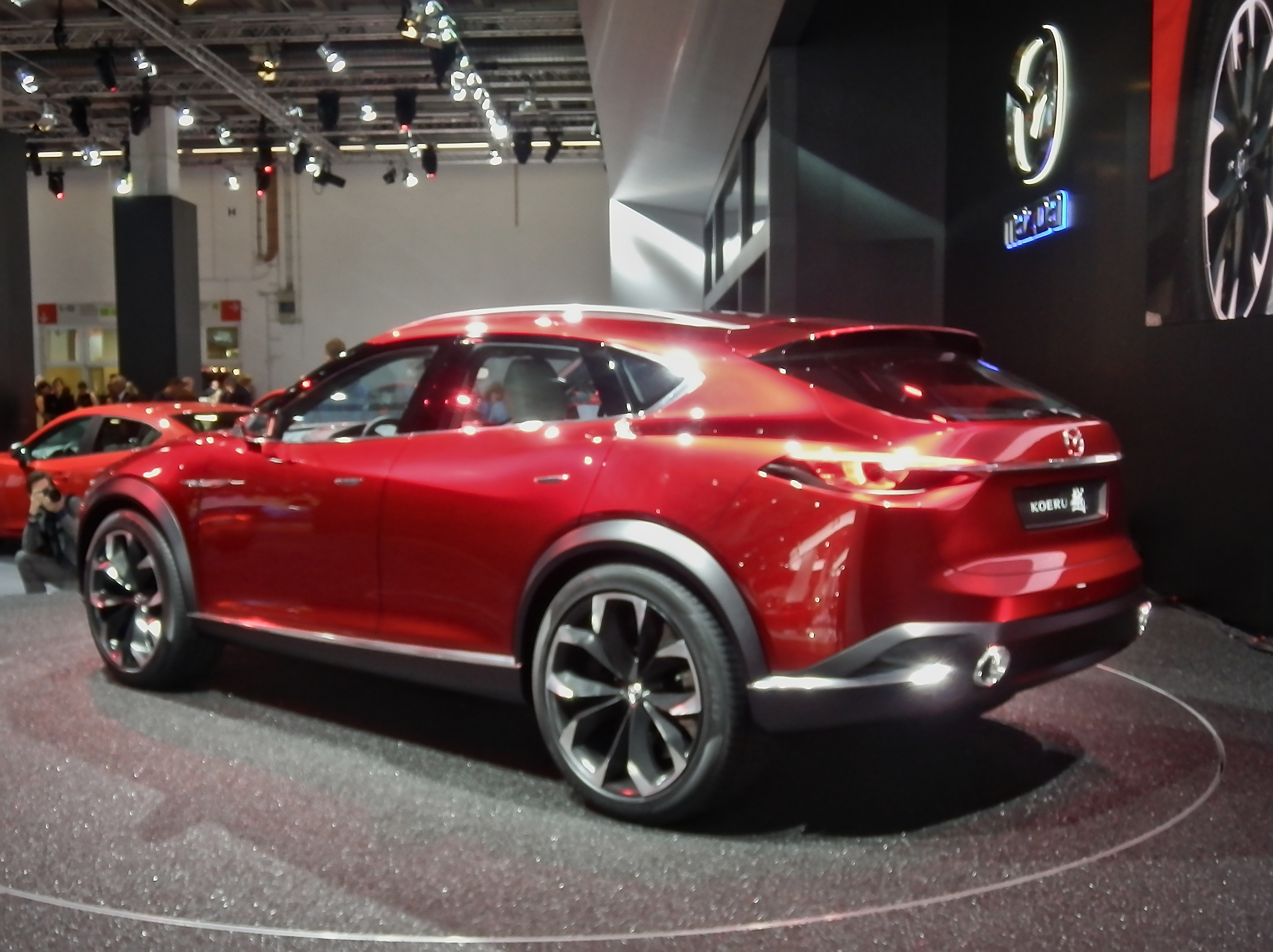
Arrière du Mazda Koeru.

Le Mazda Koeru est un concept car de SUV présenté lors du Salon de  l'automobile de Francfort 2015. Il préfigure le futur Mazda CX-7. Cependant, sa forme sera largement reprise par le CX-4.